# Mark Montano
Mark Montano (Nascido em 1968 em La Junta, Colorado) é um apresentador de televisão, designer de interiores, artista e escritor americano. É o apresentador do programa 10 Anos mais Jovem do canal Discovery Home & Health e autor dos livros "The Big Ass Book of Crafts" e "The Big Ass Book of Home Decor", ambos publicados pela SimonSpotlight. 